# Joseph Sakr
Pour les articles homonymes, voir Sakr.
Joseph Sakr (en arabe : جوزيف صقر, né en 1942 à Qartaba et mort le 1er janvier 1997 à Beyrouth) est un chanteur et comédien libanais,.

## Biographie
Joseph Sakr a commencé sa carrière comme professeur de français avant de rejoindre la Troupe Populaire Libanaise des frères Assy Rahbani et Mansour Rahbani. La rencontre avec les frères Rahbani était un tournant décisif dans sa carrière artistique lui permettant de côtoyer la diva Fairuz et l’accompagner dans plusieurs spectacles. Il a également participé en tant qu'acteur et chanteur dans la plupart des opérettes de Ziad Rahbahi.
Joseph Sakr est connu pour ses chansons populaires au Liban et dans le monde arabe comme "Ana elli alayki meshtaq" et "Ala hadeer el bosta". Il a sorti son dernier album "Bema Enno" quelques mois avant sa mort.
Joseph Sakr est marié et père de deux enfants.